# Waarschoot
Waarschoot este o comună neerlandofonă situată în provincia Flandra de Est, regiunea Flandra din Belgia. La 1 ianuarie 2008 avea o populație totală de 7.776 locuitori. 

## Geografie
Suprafața totală a comunei este de 21,91 km². Comuna Waarschoot este formată din localitățile:
| - I. Waarschoot - II. Beke |

Localitățile limitrofe sunt:
- a. Eeklo
- b. Lembeke (Kaprijke)
- c. Sleidinge (Evergem)
- d. Lovendegem
- e. Zomergem
- f. Oostwinkel (Zomergem)